# Casanay
Casanay es una ciudad ubicado al noreste del Estado Sucre, Venezuela. Es la capital del Autónomo Municipio Andrés Eloy Blanco.

## Geografía
Casanay está ubicada en el estado Sucre, Venezuela, y se localiza en la Planicie de Casanay, al este de un extenso valle dentro del istmo de Paria. Sus coordenadas geográficas son 10°30′18″ de latitud norte y 63°24′46″ de longitud oeste, con una altitud promedio de 32 metros sobre el nivel del mar.
La localidad se encuentra a una distancia aproximada de 100 km de Cumaná, 85 km de Caripito, 40 km de Carúpano y 18 km de Cariaco. Las principales vías de acceso son las carreteras Cumaná–Cariaco–Casanay, Maturín–Carúpano y Casanay–Guarapiche–Río Casanay.

### Relieve y formación geológica
La Planicie de Casanay es de origen aluvial, formada a lo largo de miles de años por los sedimentos arrastrados por el río Casanay. Su topografía es plana, con una ligera pendiente de entre 2 % y 10 %, orientada de este a oeste. Esta planicie se extiende hacia el oeste, rellenando el valle limitado al norte por las Serranías de Paria y al sur por los cerros de la Cordillera del Interior.
Durante el Cuaternario, el valle fue ganado al Golfo de Cariaco mediante intensos procesos de aluvionamiento, aunque no de forma completa, lo que dio origen a zonas depresionales que formaron lagunas. Los sedimentos de la planicie son altamente calcáreos, con origen mixto: rocas metamórficas y sedimentarias del Cretáceo (Era Mesozoica).

### Hidrografía
El río Casanay ha jugado un papel fundamental en la configuración del territorio. Circunda el pueblo por el norte, sur y este, y se bifurca en dos brazos:
- El brazo inferior, actualmente seco, pasa por el sur de Casanay y es conocido en algunos tramos como río de Figueras.
- El brazo superior limita al pueblo por el este y era conocido por incluir el antiguo paso del río, en el camino hacia Guarapiche.

### Clima
Casanay se encuentra en la zona tropical, con un clima cálido y una temperatura media anual de 27 °C, alcanzando máximas de 35 a 40 °C durante los meses más calurosos.

### Pluviosidad
El régimen de lluvias se divide en:
- Período lluvioso: de junio a noviembre, concentrando el 75 % de las precipitaciones.
- Período seco: de diciembre a mayo.  La precipitación anual varía entre 700 mm (mínima) y 1.400 mm (máxima).

### Evaporación
El promedio anual de evaporación es de 1.899 mm, superando ampliamente la precipitación media.

### Vientos
Los vientos alisios dominan la región, con dirección este-sur. Su velocidad media anual es de 4,9 km/h, alcanzando picos de 10 km/h en marzo y abril, y registrando las mayores calmas en octubre y noviembre, cuando también se presentan las temperaturas más elevadas.

## Límites
Los límites de Casanay son: 
Por el Norte: Con la Cruz de Santa Marta, 
por el Sur: Con el Banqueado y Chandía; 
por el Este con el Cerro Las Varas y el pueblo de Guarapiche, y 
por el Oeste: Con la carretera Carúpano- Caripito que lo separa de las tierras que limitan al este a la Laguna de Buena Vista. 
La demarcación y límites más antiguos que se conocen del pueblo de Casanay datan del 13 de diciembre de 1783. 
Estos límites y demarcaciones fueron señalados y establecidos por el Comisionado Real Don Luis de Chávez y Mendoza, Oidor de la Real Audiencla de Santo Domingo, Juez y Decano del Crimen, con ocasión de La visita realizada por éste a Casanay en La citada fecha; ya que por Real Cédula de 19 de abril de 1782 fechada en Aranjuez, el Rey Don Carlos Tercero designaba a Don Luis de Chávez y Mendoza, Oidor de La Real Audiencla de Santo Domingo, Juez Decano del Crimen, para que pasase a La Provincía de Cumaná y visitase a los pueblos de La Provincia en vista de Las reiteradas denuncias que había recibido refiriéndole los maltratos de que eran objeto los indios por parte de los Corregidores y de los hacendados españoles; así como de la gran decadencia que experimentaban aquellos pueblos que estaban bajo la administración religiosa de Curas Seculares. 
La Mensura del pueblo de Casanay fue realizada por el perito agrimensor: Don Domingo Pérez Sánchez, funcionario al servicio del Delegado Real y se efectuó con asistencia del Protector de los Indios: Don Gervacio Rodríguez de Astorga; del Escribano Real Antonio Pérez, del ex- Prefecto de las Misiones Fray Simón Marla de Torrelosnegros; del Corregidor de Casanay Don Juan de Alcalá; del Cura Doctrinero del pueblo (encargado) Eusebio de Fraga; del Cabildo Indígena; de los Oficiales de Guerra y del vecindario. Copiada textualmente es la siguiente: 
· Norte: Desde el centro de La plaza llegándose a Las cien cuerdas, una frondosa montana a orillas del Río Casanay.- Continúase la mensura encontrándose a Las ciento y sesenta del Río Casanay, terminaron Las doscientas en una quebrada seca grande de piedra de agua corriente y dispuso su Señoría que se plantase una Cruz. 
· Sur: Del centro de La plaza rumbo al Sur, en demanda del sitio de Sacaramiquar, así a la ciudad de San Felipe de Austria y Valle de Cariaco se tiró La cuerda, llegando a los setenta y cinco tendidos a La cruz que sirvió de lindero al antiguo pueblo de Guaypanaquar y siguiendo el mismo rumbo montaña elevada y frondosa, se pasó a Las ochenta y ocho cabullas del Río Guataquar de poca agua, a las noventa y cuatro el Puente de la quebrada de Caparaquar, a los noventa y ocho el Río Casanay y a las ciento y una se llegó al Puente Grande de Mariana, de otro nombre Tauriquar de agua peremne. 
·Este: Del centro de La plaza al este y habiéndose pasado a los diez y doce tendidos de ella el Río Casanay, se llegó a los quince al pie de una serranla que por ser muy pendiente no pudo continuarse La medida y se demarcó donde terminaron dichas quince cabullas. 
·Oeste: Se volvió a La plaza y tomándose desde ella por el agrimensor el rumbo del Oeste se midieron cincuenta cuerdas que se cumplieron en un árbol de Guatacare, junto a un Guarapal, donde se demarcó con las mismas prevenciones hechas en las primeras diligencias en cuanto a la plantación de firme amojonamiento, que sirva de lindero perpetuo. 
En la mensura del pueblo de Casanay, ya transcrita, practicada el 13 de diciembre de 1783 con ocasión de la visita realizada a dicho pueblo por el Oidor Dn. Luis de Chávez y Mendoza se encuentra que Casanay estaba situado en una zona a la cual el Río Casanay la circundaba por el norte, sur y este, por tanto la precisión en cuanto a la ubicación geográfica del pueblo de Casanay queda claramente establecida por esta circunstancia relacionada con el río: el cual hasta el presente, a pesar de su bajo caudal y del hecho de habérsele socado su brazo inferior, encierra al pueblo de Casanay en esas direcciones. En las cartas geográficas actuales se observa que el río Casanay, que viene con un cauce definido Este-Oeste, después que pasa al Caserío Guarapiche por el Sur, se bifurca en dos brazos: uno inferior, cuyo cauce, seco en la actualidad, es reconocible, y que pasando por el Sur de Casanay, por el sitio denominado el Banyuedo ha recibido diferentes nombres. En determinado sector con rumbo hacia el Oeste, ese brazo inferior del Río Casanay es conocido como Río de Figueras. El brazo superior, que en la bifurcación, al torcer en dirección Sur-Norte, limita al pueblo por el Este, tenía un sector de su cauce conocido como "paso del río", el cual quedaba en el camino que conducía de Casanay a Guarapiche. En su recorrido el Río Casanay, vuelve a torcer y toma de nuevo su dirección este-oeste, limitando al pueblo de Casanay por el norte. Para determinar con mayor precisión la ubicación geográfica de Casanay a través del tiempo y afirmar que ésta concuerda con la que actualmente tiene, es de señalar que en el mismo año de 1.783 al practicarse la Mensura del pueblo de San José de Areocuar; al deslindarlo por el Sur se dice "... y tirando desde ella (la plaza) la cuerda prevenida hacia al Sur en demanda del pueblo de Casanay por un abra muy angustiada de dos elevadas Serranias se midieron cien cuerdas que llegaron a cumplirse en la quebrada del Cerro de Areo". 
Antes de construirse la carretera que viniendo de Caripito a Carúpano pasa por Casanay, el viejo camino o trocha que unía a Casanay con San José de Areocuar, partía de Casanay vía Santa Marta - Las Tres Puertas - Cerro de Arco - Sacamanteca - San José. La actual carretera con algunas variantes, no es sino una rectificación y ampliación del viejo camino, que desde su punto más alto tiene como hermoso paisaje una vista panorámica de la Laguna de Buena Vista. 
Así mismo al practicarse la Mensura del pueblo de Catuaro, se dice: "Rumbo al norte a cincuenta cabullas en busca del camino que atraviesa para el pueblo de Casanay, que llaman el camino de adentro".

## Origen del Nombre
De acuerdo a algunas literaturas el nombre Casanay se deriva de la palabra indígena "Kasanak", la cual designaba al Rey de los Zamuros.
- Datos: Q2940807
- Multimedia: Casanay / Q2940807